# ヘラルド朝日
ヘラルド朝日（ヘラルドあさひ）、正式名称International Herald Tribune/The Asahi Shimbun（インターナショナル・ヘラルド・トリビューン/朝日新聞、略称IHT/Asahi）は、朝日新聞社とニューヨーク・タイムズ（築地の朝日新聞東京本社内に東京支局を置いている）が提携して発行していた英字新聞。
2001年4月2日に創刊され、2011年2月で廃刊となった。初期の略称は「ヘラトリ朝日」。

## 概要
東京・名古屋・大阪で印刷。題字はインターナショナル・ヘラルド・トリビューン（IHT）のロゴの下にThe Asahi Shimbunと入っていた。月曜日から土曜日までの週6日発行。発行部数は約33,000（2010年公称）。
ページは紙面の前半部・ヘラルド・トリビューン提供記事と紙面後半部・朝日新聞の自社製作の英語版の混成となっている。2008年4月1日、一部売り価格を150円から160円に値上げした。
朝日新聞が2011年2月末で紙ベースの英字新聞事業（自社制作の英語版紙面）から撤退したため廃刊。インターナショナル・ヘラルド・トリビューン自体は2011年3月以降も朝日新聞が印刷、配達を請け負っていた。
2013年10月15日に、インターナショナル・ヘラルド・トリビューンが、インターナショナル・ニューヨーク・タイムズに改称されたことを機に、ジャパンタイムズに営業権が移った（事実上ジャパンタイムズへ統合。ヘラルド朝日とは別に基から朝日新聞が宅配を担当していた英字新聞だった）。

## 朝日イブニングニュース
朝日イブニングニュース（題字はAsahi Evening News）は、朝日新聞社が過去に発行していた英字夕刊紙。
朝日新聞創刊75周年記念事業の一環として1954年1月20日創刊。ヘラルド朝日の創刊とともに廃刊（発行号数はヘラルド朝日に受け継がれていた）。
時差の関係で、欧米のニュースを最も早く報道する英字新聞として知られていた。

## 雇用関連訴訟
2002年11月、ヘラルド朝日の業務を担当していた外国人嘱託と日本人のフリーの記者・翻訳者の一部が、ヘラルド朝日労働組合を結成した。組合側はフリーの記者らが雇用関係にあることを朝日新聞社が認めることなどを要求した。これに対して、朝日新聞社側は、改めて業務委託契約を結ぶか、最大4回更新を限度とする1年契約の雇用契約を結ぶことを提案したが、組合側が拒否した。最終的に会社側の提案を受け入れなかった4人との契約は、2005年7月末に終了した。
2005年7月末で契約が終了する4人のうち3人は同年7月19日、東京地方裁判所に朝日新聞社を被告として労働契約上の地位確認請求の訴えを起こした。東京地方裁判所は2007年3月19日、原告の請求を棄却。東京高等裁判所での控訴審でも2007年11月29日、朝日新聞社が全面勝訴した。原告側は最高裁判所に上告受理の申し立てをしたが、最高裁は2008年4月11日付で上告受理の申し立てを受理しないことを決定し、原告と朝日新聞社の間に雇用関係が無かったとする司法判断が確定した。